# Öppet vatten-simning vid världsmästerskapen i simsport 2025 – Damernas 3 km knockout sprint
Damernas 3 km knockout sprint i öppet vatten-simning vid världsmästerskapen i simsport 2025 avgjordes den 19 juli 2025 vid Sentosa i Singapore. Det var första upplagan av grenen vid VM.
Japanska Ichika Kajimoto tog guld, italienska Ginevra Taddeucci tog silver och australiska Moesha Johnson samt ungerska Bettina Fábián tog delat brons. Tävlingen avgjordes i tre omgångar. Först två heat som simmades över 1 500 meter där de 10 bästa tiderna i varje heat kvalificerade sig för semifinalen. I semifinalen simmades det 1 000 meter där de 10 bästa tiderna gick vidare till finalen. Finalen avgjordes slutligen över 500 meter.

## Resultat

### Heat
Heaten startade klockan 08:00.

#### Heat 1
| Placering | Simmare                   | Nationalitet                    | Tid     | Noteringar |
| --------- | ------------------------- | ------------------------------- | ------- | ---------- |
| 1         | Ginevra Taddeucci         | Italien                         | 18.09,7 | 0Q0        |
| 2         | Ichika Kajimoto           | Japan                           | 18.09,9 | 0Q0        |
| 3         | Isabel Gose               | Tyskland                        | 18.11,4 | 0Q0        |
| 4         | Moesha Johnson            | Australien                      | 18.11,7 | 0Q0        |
| 5         | Lisa Pou                  | Monaco                          | 18.13,2 | 0Q0        |
| 6         | Tayla Martin              | Australien                      | 18.13,6 | 0Q0        |
| 7         | Ana Marcela Cunha         | Brasilien                       | 18.14,5 | 0Q0        |
| 8         | Viviane Jungblut          | Brasilien                       | 18.14,7 | 0Q0        |
| 9         | Margarita Ershova         | Neutrala individuella idrottare | 18.15,1 | 0Q0        |
| 10        | Lea Boy                   | Tyskland                        | 18.15,2 | 0Q0        |
| 11        | Julie Pleskotová          | Tjeckien                        | 18.16,3 |            |
| 12        | Paula Otero               | Spanien                         | 18.18,7 |            |
| 13        | Louna Kasvio              | Finland                         | 18.18,8 |            |
| 14        | Mariya Fedotova           | Kazakstan                       | 18.21,0 |            |
| 15        | Sharon Guerrero           | Mexiko                          | 18.25,5 |            |
| 16        | Candela Giordanino        | Argentina                       | 18.30,3 |            |
| 17        | Janka Juhász              | Ungern                          | 18.56,4 |            |
| 18        | Nip Tsz Yin               | Hongkong                        | 19.02,9 |            |
| 19        | Cheng Hanyu               | Kina                            | 19.14,3 |            |
| 20        | Lin Jia-shien             | Taiwan                          | 19.14,6 |            |
| 21        | Hwang Ji-yeon             | Sydkorea                        | 19.19,8 |            |
| 22        | Pilar Cañedo              | Uruguay                         | 19.20,8 |            |
| 23        | Selinnur Sade             | Turkiet                         | 19.23,5 |            |
| 24        | Wang Yi-chen              | Taiwan                          | 19.33,1 |            |
| 25        | Diksha Sandip Yadav       | Indien                          | 20.02,0 |            |
| 26        | Reza Westerduin           | Namibia                         | 20.29,4 |            |
| 27        | Alondra Quiles            | Puerto Rico                     | 20.29,5 |            |
| 28        | Meenakshi Gopakumar Menon | Indien                          | 20.39,4 |            |
| 29        | Susie Worsfold            | Zimbabwe                        | 22.42,9 |            |
| 30        | María Fernanda Arellanos  | Peru                            | 0DNS0   | 0DNS0      |

#### Heat 2
| Placering | Simmare             | Nationalitet                    | Tid     | Noteringar |
| --------- | ------------------- | ------------------------------- | ------- | ---------- |
| 1         | Kseniia Misharina   | Neutrala individuella idrottare | 18.33,3 | 0Q0        |
| 2         | Bettina Fábián      | Ungern                          | 18.34,7 | 0Q0        |
| 3         | Clémence Coccordano | Frankrike                       | 18.35,5 | 0Q0        |
| 4         | Ángela Martínez     | Spanien                         | 18.35,6 | 0Q0        |
| 5         | Caroline Jouisse    | Frankrike                       | 18.35,8 | 0Q0        |
| 6         | Antonietta Cesarano | Italien                         | 18.36,0 | 0Q0        |
| 7         | Mariah Denigan      | USA                             | 18.36,4 | 0Q0        |
| 8         | Callan Lotter       | Sydafrika                       | 18.36,4 | 0Q0        |
| 9         | Klaudia Tarasiewicz | Polen                           | 18.36,7 | 0Q0        |
| 10        | Georgia Makri       | Grekland                        | 18.36,8 | 0Q0        |
| 11        | Tian Muran          | Kina                            | 18.38,9 |            |
| 12        | Alena Benešová      | Tjeckien                        | 18.39,2 |            |
| 13        | Brinkleigh Hansen   | USA                             | 18.39,2 |            |
| 14        | Špela Perše         | Slovenien                       | 18.39,3 |            |
| 15        | Chantal Liew        | Singapore                       | 18.42,0 |            |
| 16        | Emma Finlin         | Kanada                          | 18.42,0 |            |
| 17        | Leonie Tenzer       | Finland                         | 18.45,6 |            |
| 18        | Su İnal             | Turkiet                         | 19.12,2 |            |
| 19        | Nikita Lam          | Hongkong                        | 19.23,4 |            |
| 20        | Citlali Mora        | Mexiko                          | 19.25,6 |            |
| 21        | Amica de Jager      | Sydafrika                       | 19.26,4 |            |
| 22        | Kate Ona            | Singapore                       | 20.01,5 |            |
| 23        | Kim Sue-ah          | Sydkorea                        | 20.07,5 |            |
| 24        | Darya Pushko        | Kazakstan                       | 20.08,7 |            |
| 25        | Madison Bergh       | Namibia                         | 20.31,5 |            |
| 26        | Cielo Peralta       | Paraguay                        | 20.32,0 |            |
| 27        | Isabella Hernández  | Dominikanska republiken         | 20.33,3 |            |
| 28        | Sera Mawira         | Kenya                           | 26.21,0 |            |
| 30        | Victoria Okumu      | Kenya                           | 0DNS0   | 0DNS0      |

### Semifinal
Semifinalen startade klockan 08:30.
| Placering | Simmare             | Nationalitet                    | Tid     | Noteringar |
| --------- | ------------------- | ------------------------------- | ------- | ---------- |
| 1         | Moesha Johnson      | Australien                      | 12.09,6 | 0Q0        |
| 2         | Ichika Kajimoto     | Japan                           | 12.09,7 | 0Q0        |
| 3         | Ginevra Taddeucci   | Italien                         | 12.10,0 | 0Q0        |
| 4         | Isabel Gose         | Tyskland                        | 12.10,0 | 0Q0        |
| 5         | Ángela Martínez     | Spanien                         | 12.10,5 | 0Q0        |
| 6         | Margarita Ershova   | Neutrala individuella idrottare | 12.10,9 | 0Q0        |
| 7         | Kseniia Misharina   | Neutrala individuella idrottare | 12.11,1 | 0Q0        |
| 8         | Bettina Fábián      | Ungern                          | 12.11,3 | 0Q0        |
| 9         | Lisa Pou            | Monaco                          | 12.11,7 | 0Q0        |
| 9         | Lea Boy             | Tyskland                        | 12.11,7 | 0Q0        |
| 11        | Clémence Coccordano | Frankrike                       | 12.13,1 |            |
| 12        | Viviane Jungblut    | Brasilien                       | 12.16,3 |            |
| 13        | Antonietta Cesarano | Italien                         | 12.18,1 |            |
| 14        | Klaudia Tarasiewicz | Polen                           | 12.18,2 |            |
| 15        | Ana Marcela Cunha   | Brasilien                       | 12.18,5 |            |
| 16        | Callan Lotter       | Sydafrika                       | 12.21,6 |            |
| 17        | Mariah Denigan      | USA                             | 12.21,9 |            |
| 18        | Caroline Jouisse    | Frankrike                       | 12.23,7 |            |
| 19        | Georgia Makri       | Grekland                        | 12.23,8 |            |
| 20        | Tayla Martin        | Australien                      | 12.28,5 |            |

### Final
Finalen startade klockan 08:45.
| Placering | Simmare           | Nationalitet                    | Tid    | Noteringar |
| --------- | ----------------- | ------------------------------- | ------ | ---------- |
| 1         | Ichika Kajimoto   | Japan                           | 6.19,9 |            |
| 2         | Ginevra Taddeucci | Italien                         | 6.21,9 |            |
| 3         | Moesha Johnson    | Australien                      | 6.23,1 |            |
| 3         | Bettina Fábián    | Ungern                          | 6.23,1 |            |
| 5         | Isabel Gose       | Tyskland                        | 6.23,3 |            |
| 5         | Lea Boy           | Tyskland                        | 6.23,3 |            |
| 7         | Lisa Pou          | Monaco                          | 6.25,1 |            |
| 8         | Margarita Ershova | Neutrala individuella idrottare | 6.26,9 |            |
| 9         | Ángela Martínez   | Spanien                         | 6.28,1 |            |
| 10        | Kseniia Misharina | Neutrala individuella idrottare | 6.30,3 |            |